# Diego Mercado
Diego Mercado Marín (* 17. Mai 1929 in Mexiko; † 2. Mai 2022) war ein mexikanischer Fußballspieler und -trainer.
Als Spieler war er in den 1950er-Jahren für den CD Cuautla und den Club Necaxa im Einsatz. Als Trainer war er unter anderem für die mexikanische Fußballnationalmannschaft beim CONCACAF-Nations-Cup 1969 in Costa Rica verantwortlich und er betreute zusammen mit Alfonso Portugal die mexikanische Fußball-Olympiaauswahl bei den Olympischen Sommerspielen 1976 in Montreal. Außerdem trainierte er mehrere mexikanische Vereinsmannschaften.
Diego Mercado begann seine Trainerkarriere 1959/60 in der damals noch zweitklassigen Segunda División als Cheftrainer des CF Monterrey, mit dem ihm auf Anhieb der Aufstieg in die Primera División gelang. Später trainierte er unter anderem die UNAM Pumas (1966/67) und zwischen 1978/79 und 1981/82 mehrfach Deportivo Guadalajara, bevor er seine Trainerkarriere in der Saison 1983/84 bei den UAG Tecos beendete.
Nach seiner Trainerkarriere blieb Mercado dem Fußball verbunden. Er war Direktor der Escuela Nacional de Entrenadores (Nationale Trainerschule) in Mexiko-Stadt und leitete eine (noch heute seinen Namen tragende) Fußballschule in Guadalajara, Jalisco. 